# Château de Calmont d'Olt
Pour les articles homonymes, voir Calmont.
Le château de Calmont d'Olt est un château fort français situé à Espalion, dans le département de l'Aveyron. Perché sur un dyke basaltique à 535 mètres d'altitude, il surplombe de 200 mètres la ville d'Espalion et la vallée du Lot, offrant une vue panoramique sur les monts d'Aubrac.
Le château, ses enceintes et les vestiges de la chapelle font l'objet d'une protection au titre des monuments historiques.

## Toponymie
Étymologiquement, Calmont contient la racine pré-indo-européenne calm-, très fréquente pour désigner une hauteur dénudée. Olt est le nom occitan du Lot dont le château domine la vallée ; cette mention permet de distinguer le site de la commune de Calmont, également appelée Calmont-de-Plancatge, au sud de Rodez, dans le même département, et de celle de Calmont, dans la Haute-Garonne.

## Historique

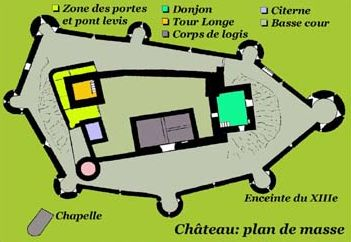
Plan du château.

Le château, en son état actuel, est un jalon important dans l'histoire de la castellologie du Rouergue médiéval. C'est un témoin de la mutation architecturale d'un site castral entre les XIe et XVe siècles faisant principalement l'objet d'une adaptation aux progrès techniques de la guerre de Cent Ans.
En 883 est mentionné pour la première fois l’aice Calvomontensis qui semble alors constituer le pôle défensif éponyme d'une viguerie carolingienne. La famille seigneuriale qui s'éteindra en même temps que Raimond de Calmont d'Olt, évêque de Rodez en 1297, passe pour avoir été un puissant lignage féodal issu de l'administration carolingienne. Jouissant d'une position stratégique et symbolique forte sur la vallée du Lot et la ville d'Espalion, le château de Calmont d'Olt a probablement toujours eu une vocation militaire. Il commandait la route allant de Rodez vers l'Aubrac et plus largement le franchissement sur le Lot de l'axe routier commercial Toulouse-Rodez-Lyon. L'enceinte basse érigée au XVe siècle et flanquée de huit bastions (tours ouvertes à la gorge) réaffirme le rôle de Calmont d'Olt, durant la guerre de Cent Ans.
Ensuite Calmont d'Olt ne sera presque plus modifié et conservera cet aspect de forteresse médiévale que nous lui connaissons aujourd’hui. Au XVIIe siècle, abandonné par ses propriétaires qui lui préfèrent les demeures plus confortables de la vallée du Lot, il se ruinera.

### Chronologie
- 883 : première mention écrite connue de Calmont d'Olt.
- 1060 : les vassaux de Perse obtiennent librement de Hugues de Calmont d'Olt, leurs terres pour lesquelles ils sont redevables d'une rente ou « cens ».
- 1060 : Hugues de Calmont d'Olt donne à Conques l'alleu du fief de Perse ainsi que la moitié du tonlieu du sel sur le pont d'Espalion au franchissement du Lot.
- 1100 : les seigneurs de Calmont d'Olt perçoivent un droit de péage sur le pont d'Espalion, et participent à la fondation de l'hôpital d'Aubrac.
- 1144 : Guillaume de Calmont d'Olt, évêque de Cahors, donne aux cisterciens des terres qui permettront d'établir l'abbaye Notre-Dame de Bonneval.
- 1161 : première mention du château.
- 1165 : mention de la commanderie templière d’Espalion.
- 1214 : Bégon III de Calmont d'Olt participe à l'hommage que rend Hugues, comte de Rodez, à Simon de Montfort.
- 1226 : Louis VIII, roi de France, regagne sa capitale après être allé combattre les albigeois. Passant par Espalion, il reçoit hommage lige de Guillaume de Calmont (tête nue, un genou à terre, sans épée ni ceinture ni éperon).
- 1266 : première charte communale qui règle les rapports entre la ville d'Espalion et le seigneur de Calmont d'Olt.
- 1278 : Raimond de Calmont d'Olt, évêque de Rodez, et seigneur de Calmont d'Olt pose la première pierre de la cathédrale.
- 1337 : début de la guerre de Cent Ans, le roi Philippe VI confisque la Guyenne, Édouard III d'Angleterre revendique le trône de France.
- 1341 : Espalion fournit des hommes pour la guerre de Gascogne.
- 1345 : Hugues III de Castelnau-Bretenoux, baron de Calmont d’Olt, est fait prisonnier par Henry de Lancastre au siège de Bergerac.
- 1348 : la peste noire décime un tiers de la population du Rouergue.
- 1350 : Jean Ier de Castelnau, baron de Calmont d’Olt, fidèle du roi de France, reçoit successivement les titres de gouverneur en Guyenne et de capitaine général en Languedoc.
- 1356 : les « Englès » investissent la ville d'Espalion.
- 1360 : traité de Brétigny qui cède le Rouergue aux Anglais.
- 1362 (7 mars) : le lieutenant anglais Jean Chandos délivre la ville tenue par Jehan Emerit et se rend au « castel » pour y recevoir l’hommage des consuls.
- 1364 : saccage d'Espalion par des routiers (les soudards d'Arnaud de Cervole).
- 1369 : Louis d’Anjou reprend le Rouergue aux Anglais.
- 1374 : Charles V cède à Jean II d'Armagnac la baronnie de Saint-Geniez-de-Rive-d’Olt dont dépend la baronnie de Calmont d’Olt.
- 1437 : Charles VII est de passage à Espalion.
- 1455 (5 juillet) : confirmation du consulat et des privilèges d'Espalion par Antoine de Castelnau Caylus, baron de Calmont d’Olt.
- 1512 : Jacques de Castelnau-Caylus, baron de Calmont d’Olt, confirme les privilèges d'Espalion.
- 1528 (11 juillet) : Jean III de Castelnau-Caylus, baron de Calmont, confirme les privilèges d'Espalion.
- 1533 : passage de François Ier à Espalion.
- 1591 : Alexandre de Castelnau-Clermont-Lodève, baron de Calmont d’Olt, reçoit l’hommage à Saint-Côme-d'Olt du noble Guion de Bonnafous, seigneur de Roquelaure. Le 15 décembre, confirmation des privilèges d'Espalion.
- 1595 : saccage du château par des Espalionnais. Goffre, capitaine du château de Calmont d’Olt et huit hommes de garnison environ[Quoi ?].
- 1597 : deux habitants d’Espalion séquestrés au château.

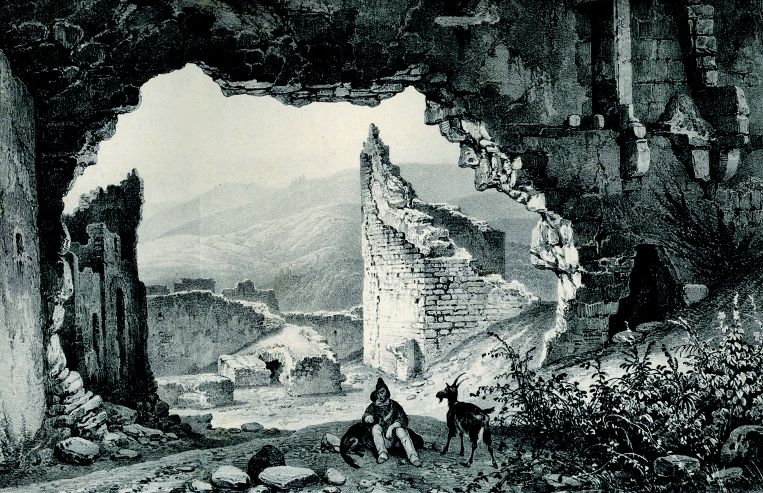
Vue du château depuis le donjon (1833).

- 1621 : Alexandre de Castelnau-Clermont, baron de Calmont d’Olt, assassiné à Espalion.
- 1624 : le comte d’Apcher s’empare du château de Calmont d’Olt.
- 1624 (10 et 13 août) : état des lieux du château de Calmont d’Olt, Jean Conquet garde et concierge.
- 1627 (28 mai) : Gabriel Aldounce de Castelnau traite avec Jean Sabatier, maçon de Saint-Côme d'Olt « pour la reconstruction de la grande tour du château de Calmont, côté ouest, en grande partie ruinée ».
- 1649 (29 octobre) : le vicomte d'Arpajon s’empare du château sans combat.
- 1671 : état des lieux du château de Calmont d’Olt.
- 1679 : François Moulorze de Villehaux, capitaine du château de Calmont d’Olt.
- 1692 : état des lieux du château de Calmont d’Olt, « deux gabions à refaire entièrement… pont-levis à refaire… une tour abattue ».
- XVIIIe siècle : le château aurait fait l'objet d'une occupation temporaire par des faux monnayeurs.
- 1833 : gravure de Bichelois montrant le château en ruine et son occupation agro-pastorale.

### Liste des seigneurs de Calmont d'Olt[1]

Blason : Famille de Calmont d'Olt : D'argent au lion de sable.
Blason : Famille Pelet : Parti d'argent, au chef de sable et à la bordure de gueules.
Blason : Famille de Castelnau-Bretenoux : De gueules à un château d'or, écartelé de Calmont.
Blason : Famille de Caylus : D'or, au léopard lionné de gueules accompagné de seize étoiles de même en orle.
Blason : Famille de Clermont- Lodève : Fascé d'or et de gueules de six pièces et un chef d'hermine.
Blason : Louis Joseph Charles Amable d'Albert (1748-1807).

#### Famille de Calmont d'Olt
- Matfred(938→ 984) ;
- Etienne Calmont d'Olt (950 → 1019) seigneur de Calmont ;
- Hugues Ier de Calmont d'Olt  (vers 1000-1040), seigneur de Calmont ;
- Huges II de Calmont d'Olt, marié vers 1040 à une dame nommée Foi, seigneur de Calmont ;
- 1065 : Bégon Ier de Calmont d’Olt (< 1065 → 1092), fils du précédent, marié à une dame nommée Florence, chevalier, seigneur de Calmont ;
- 1120 : Geoffroi de Calmont d'Olt, fils du précédent, seigneur de Calmont ;
- 1169 : Bégon II de Calmont d’Olt (?-< 1175), fils du précédent, chevalier, seigneur de Calmont ;
- 1175 : Bégon III de Calmont d’Olt (< 1175 → 1214 ), fils du précédent, seigneur de Calmont ;
- 1226 : Guillaume de Calmont, fils du précédent, seigneur de Calmont ;
- 1245 : Bégon IV de Calmont d’Olt (? → 1284), fils du précédent, seigneur, puis baron de Calmont en 1245. Il eut trois filles ;
- 1278 : Raimond de Calmont d'Olt (?-1298), frère du précédent, évêque de Rodez, et seigneur de Calmont d'Olt, fin du lignage des Calmont d'Olt.

#### Famille Pelet
- 1298 : Pierre Ier Pelet (?-1309), seigneur d'Alès, hérite de la baronnie de Calmont d'Olt de Raimond de Calmont d'Olt ;
- 1309-vers 1315 : Raimond Pelet (?-vers 1315) par la succession de Pierre, son fils, époux d'Alixent de Calmont, fille de Bégon IV.

#### Famille de Castelnau
Branche de Calmont
- 1315 : Hugues III de Castelnau-Bretenoux, baron de Calmont d’Olt (?-1350), marié à Aiguiline Duèze (?-1323), nièce du pape Jean XXII, puis à Maralde de Canillac, sœur du cardinal Raymond de Canillac et de Garine, épouse de Gerbert de Thémines ;
- 1350 : Jean Ier de Castelnau, baron de Calmont d’Olt (1350-1395), dixième baron de Castelnau, gouverneur en Guyenne et capitaine général en Languedoc, n'ayant pas d'enfants de Marguerite de Villemur sa femme, il institue son neveu Pons de Caylus comme héritier.

#### Famille de Caylus
- 1395 : Pons Ier de Castelnau-Caylus, baron de Calmont d’Olt (?-1419), hérite par suite de l'extinction de la maison primitive de Castelnau, dont le dernier rejeton Jean Ier de Castelnau-Calmont, qui était son parent, le fit héritier de tous ses biens. Il est marié à Bourguine Guilhem de Clermont-Lodève ;
- 1419 : Antoine de Castelnau-Caylus, baron de Calmont d’Olt (?-1465), fils du précédent, épouse en 1436 Catherine de Chauvigny ;
- 1465 : Jean II de Castelnau-Caylus, baron de Calmont d’Olt (?-1505), fils du précédent, épouse Anne de Culant. Conseiller et chambellan de Louis XI ;
- 1505 : Jacques de Castelnau-Caylus, baron de Calmont d’Olt (?-1514), fils du précédent, sans descendance, époux de Françoise de La Tour ;
- 1514 : Jean III de Castelnau-Caylus, baron de Calmont d’Olt (?-1530), frère du précédent, sans descendance de Charlotte de Rochefort.

#### Famille de Clermont-Lodève
- 1530 : Pierre Guilhem de Castelnau-Clermont-Lodève, baron de Calmont d’Olt (?-1537), est neveu du cardinal Georges d'Amboise. Il hérite des biens de la branche des Castelnau-Caylus ses cousins. Il est marié à Marguerite de La Tour ;
- 1537 : Gui Ier de Castelnau-Clermont, chambellan de François Ier, sénéchal de Carcassonne, baron de Calmont d’Olt (-1544). Marié à Louise de Bretagne d'Avaugour ;
- 1544 : Gui II de Castelnau-Clermont-Lodève, baron de Calmont d’Olt, sénéchal de Toulouse en 1566 (-1580). Il décède lors de la prise de Cahors par les protestants ;
- 1580 : Alexandre de Castelnau-Clermont-Lodève, baron de Calmont d’Olt (?-1621) ;
- 1621 : Gabriel-Aldonce de Castelnau-Clermont, baron de Calmont d’Olt (?-7 août 1657). Marié en 1626 à Marie-Madeleine de Nantouillet ;
- 1657 : Louis de Guilhem de Castelnau-Clermont, baron de Calmont d’Olt (?-1669). Meurt au siège de Cambrai ;
- 1669 : Louis II de Guilhem de Castelnau-Clermont, baron de Calmont d’Olt (?-1703). Marié en 1698 à Jeanne Thérèse Pélagie d'Albert de Luynes (1675-1768), fille de Louis Charles d'Albert de Luynes.

#### Famille d'Albert de Luynes
- 1756-1771 : Jeanne Thérèse Pélagie d'Albert de Luynes (1675-1768), à défaut de postérité, institue Marie-Charles-Louis d'Albert de Luynes (1717-1771), 5e duc de Luynes, comme légataire universel et donc comme baron de Calmont d'Olt ;
- 1771-1807 : Louis-Joseph-Charles-Amable d'Albert de Luynes (1748-1807), sixième duc de Luynes.

### Époque contemporaine

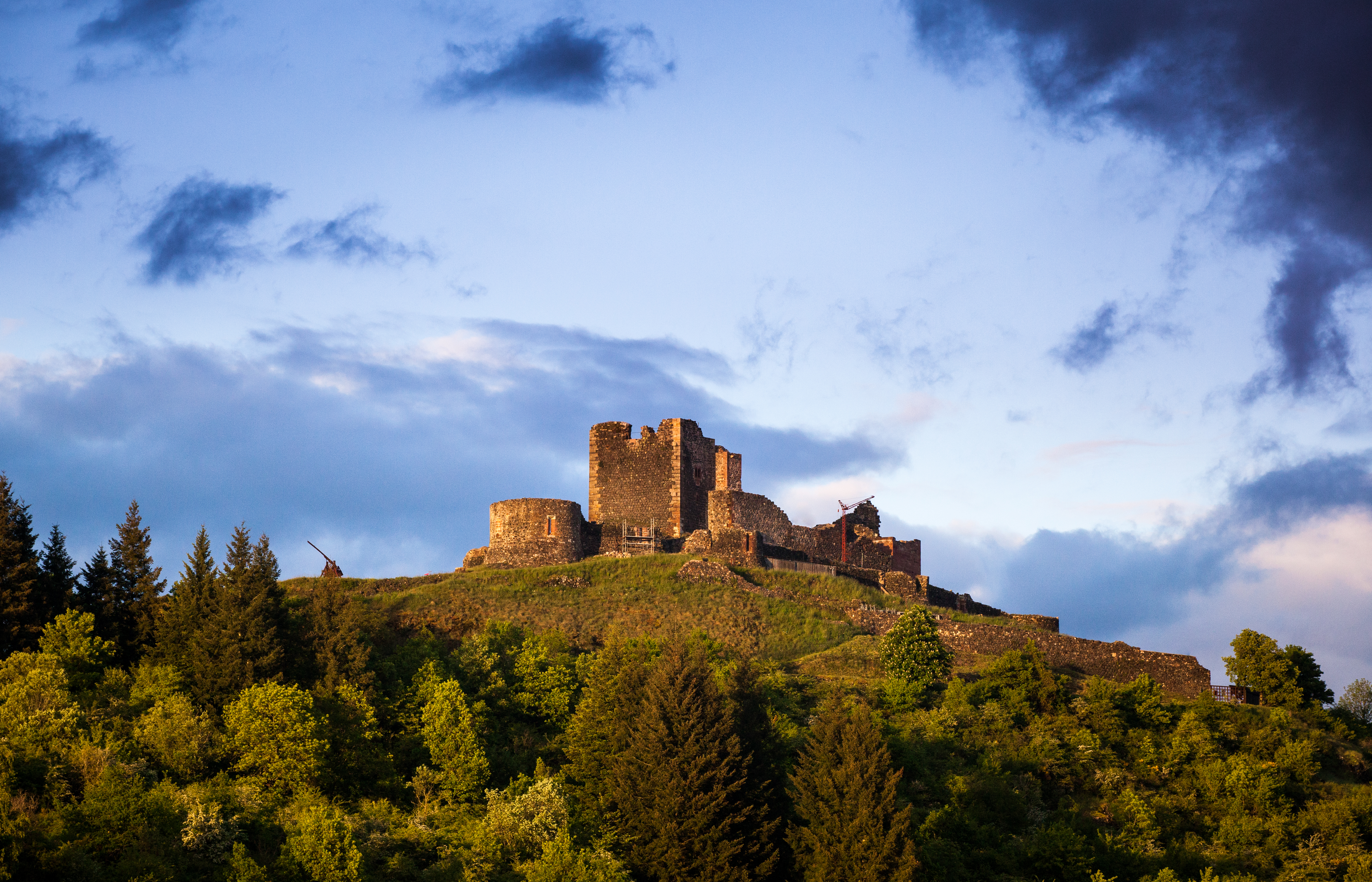
Le château de Calmont d’Olt dominant Espalion (invisible en arrière-plan).

Le site du château est inscrit le 24 décembre 1943.
En grande partie ruiné, le château est racheté en 1987 par Thierry Plume qui le rénove graduellement. Le château est inscrit au titre des monuments historiques le 28 mai 1990. Le château et les maigres vestiges de la chapelle, y compris la deuxième enceinte, font l'objet d'un classement au titre des monuments historiques le 10 février 1992. À partir de cette date et avec le concours des Bâtiments de France, du Service régional de l'archéologie, et grâce au secours de bénévoles qui secondent durant les étés l'équipe du château, le site renaît petit à petit.  

En 2006, de nouveaux éléments de datation apparaissent. Le dégagement d'une partie des éboulis engorgeant la tour longe a révélé à l'archéologue une clé de voûte, ainsi qu'une triple arcature romane, faisant office de jour. Ces éléments permettent donc d'en situer la construction au XIe ou au XIIe siècle (architecture civile/militaire).

## Architecture
Le château est constitué d'une enceinte haute avec donjon de l'an mil, corps de logis et deux tours, ainsi que d'un rempart bas à huit tours ouvertes à la gorge du XVe siècle. De la chapelle castrale extérieure à l'enceinte basse, il ne subsiste qu'un petit pan de mur.

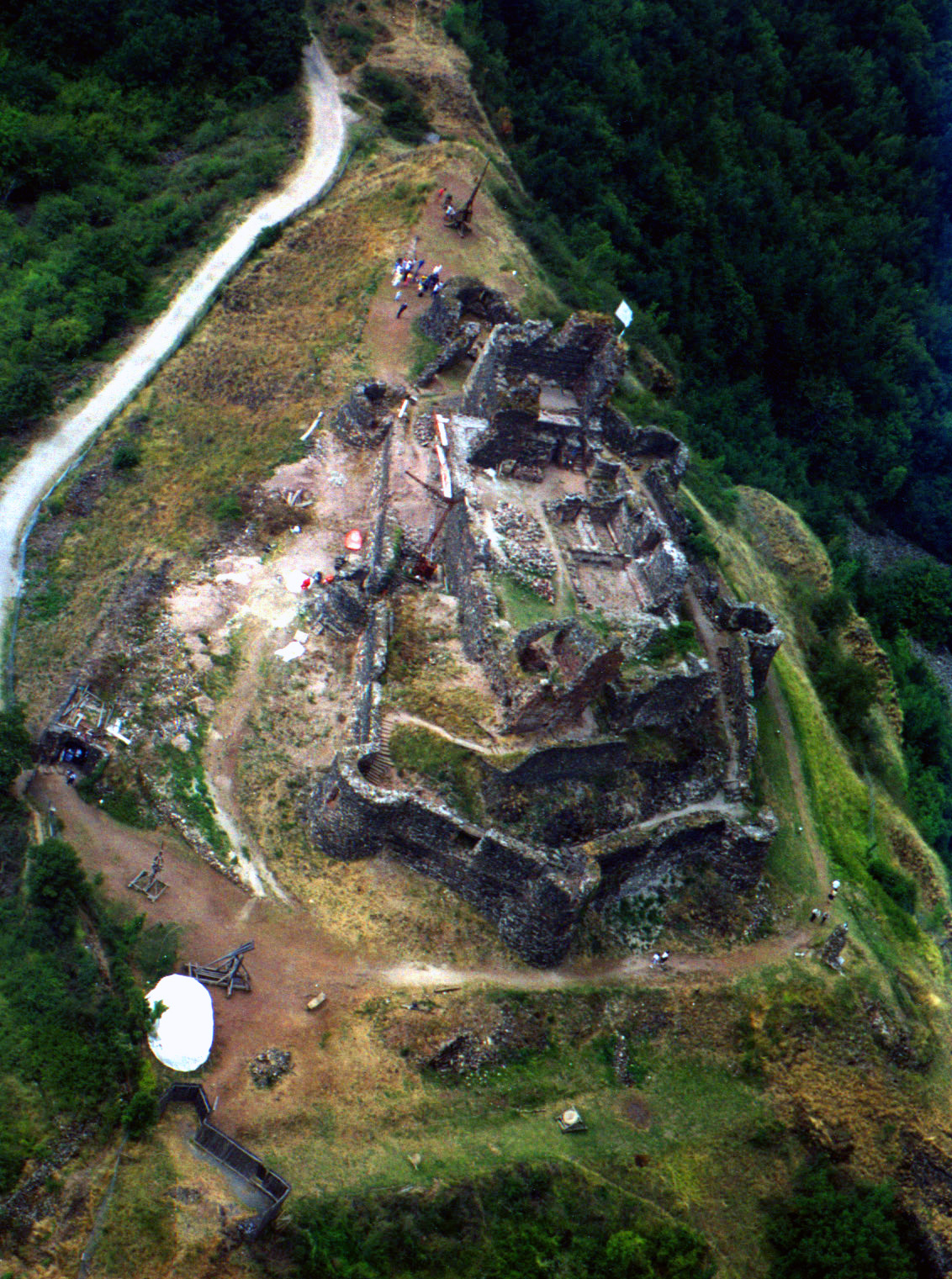
Vue aérienne du château.
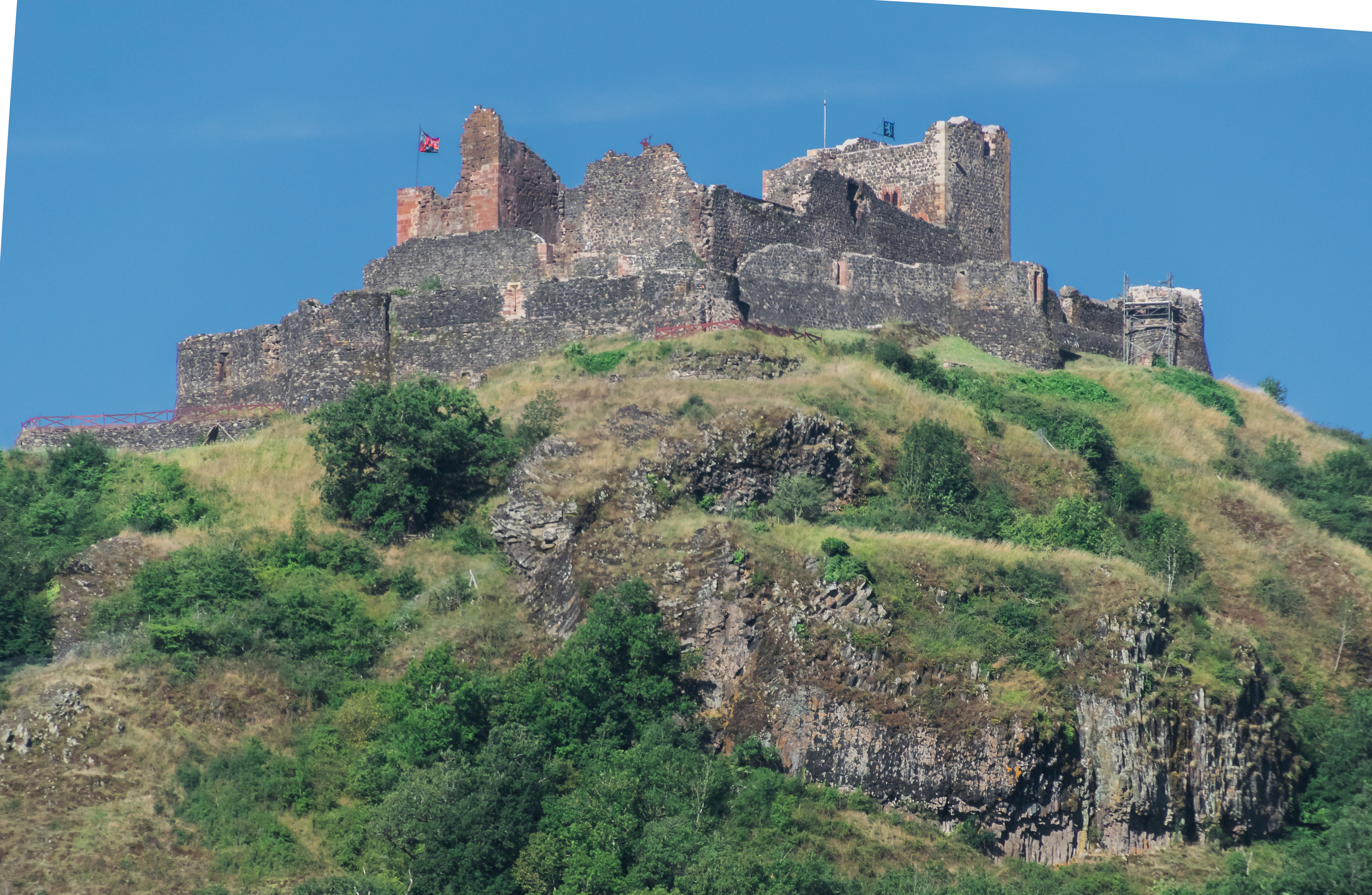
Le château.
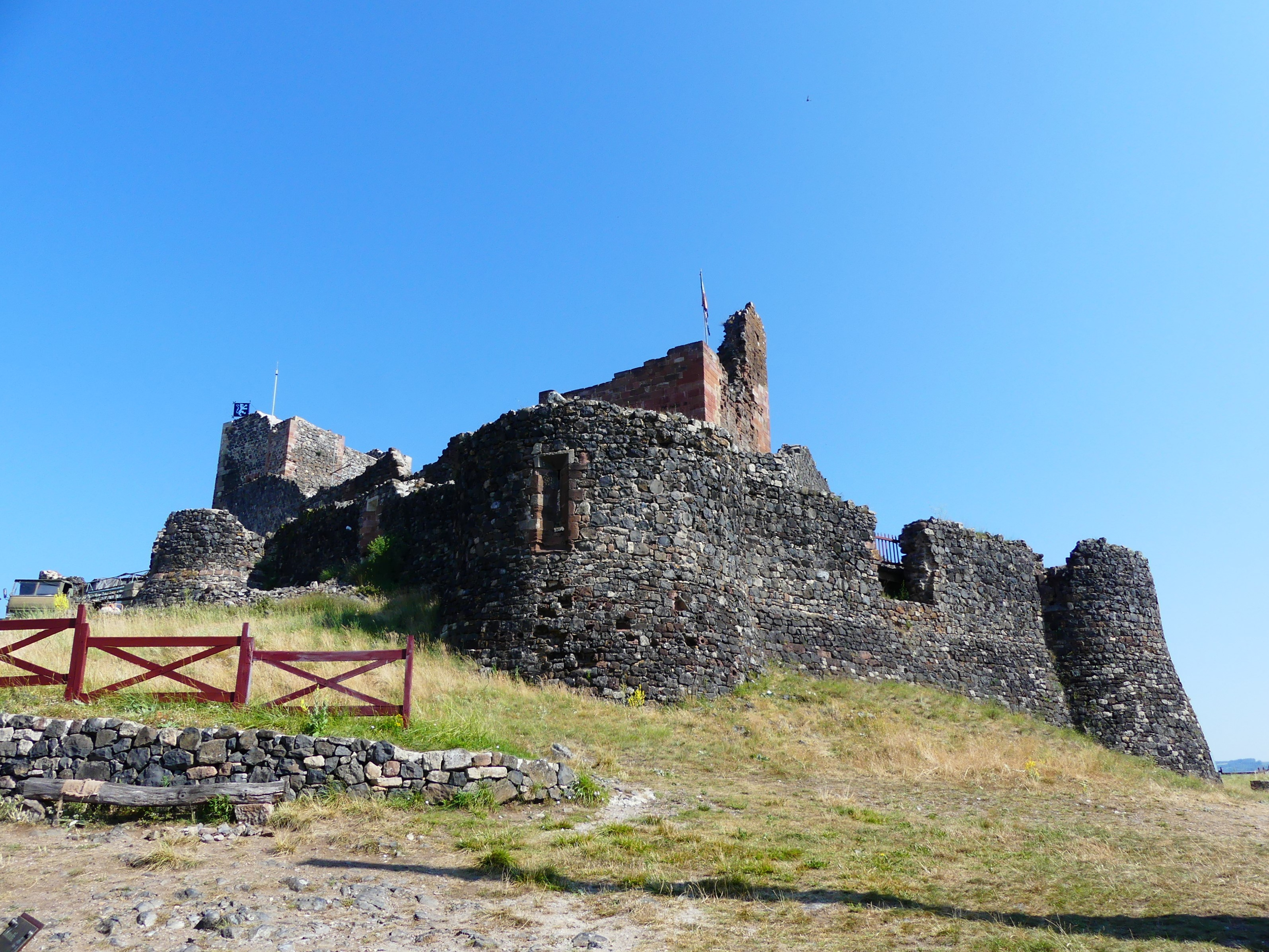
L'enceinte extérieure.
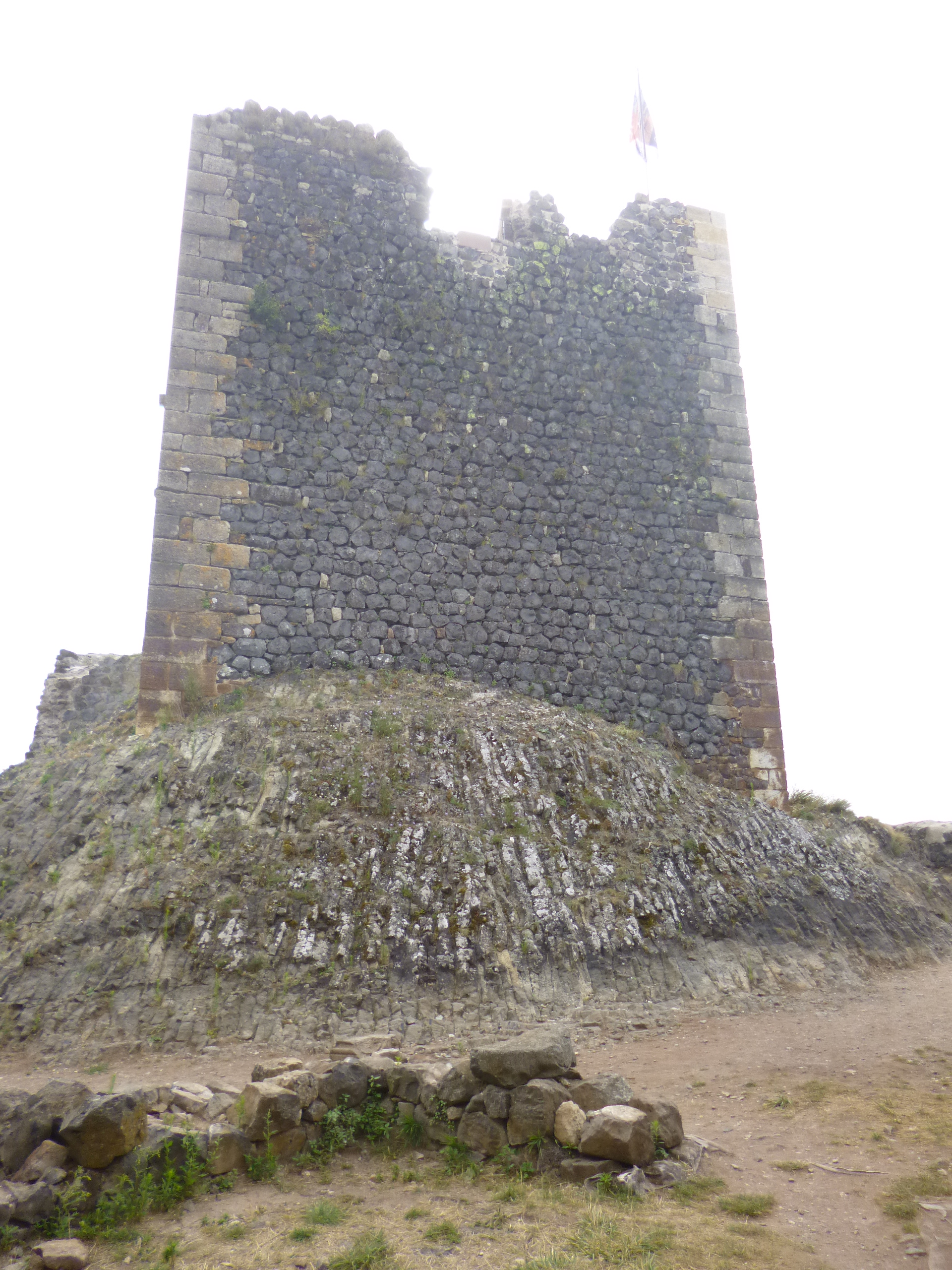
Le donjon en basalte.
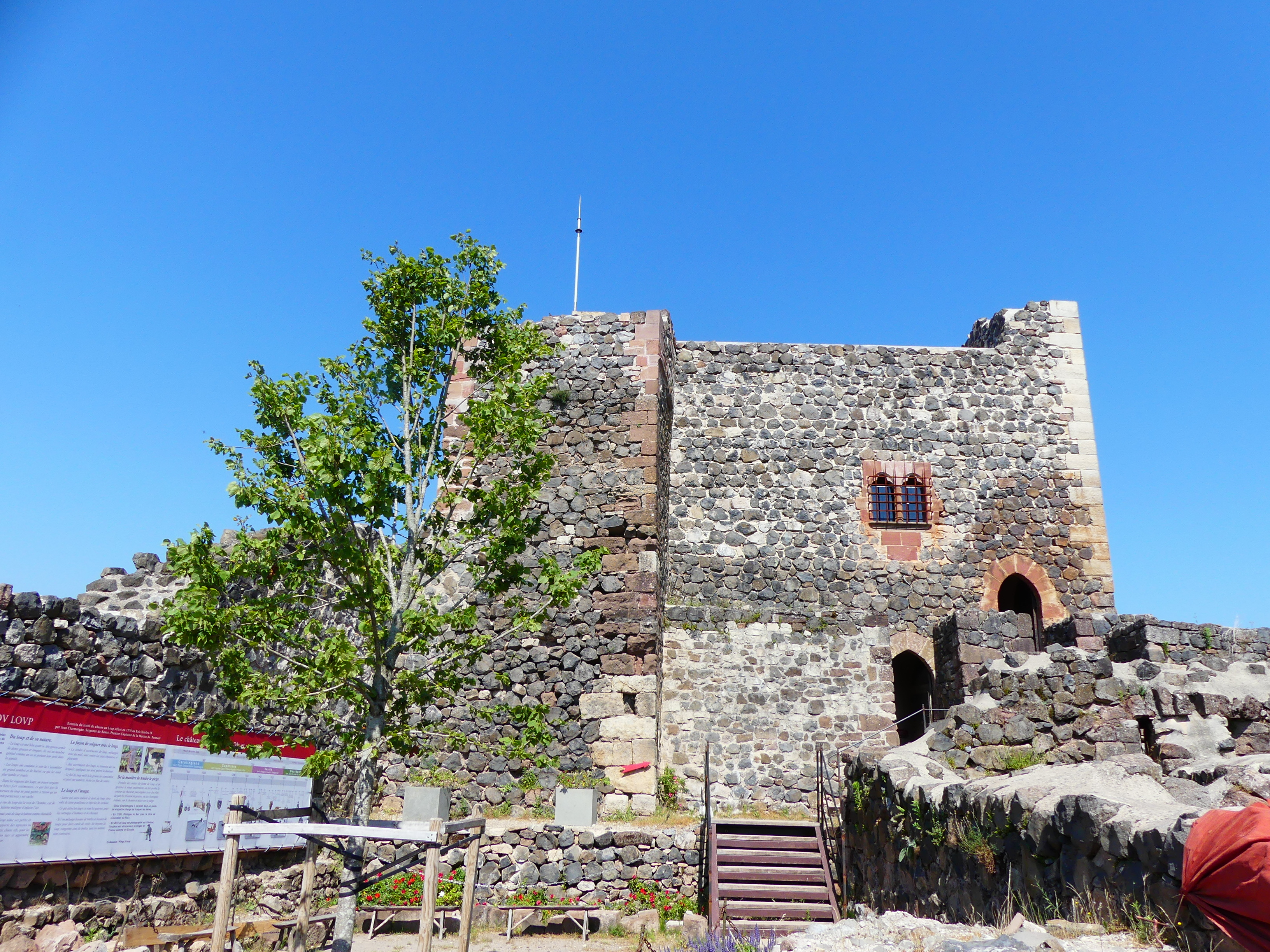
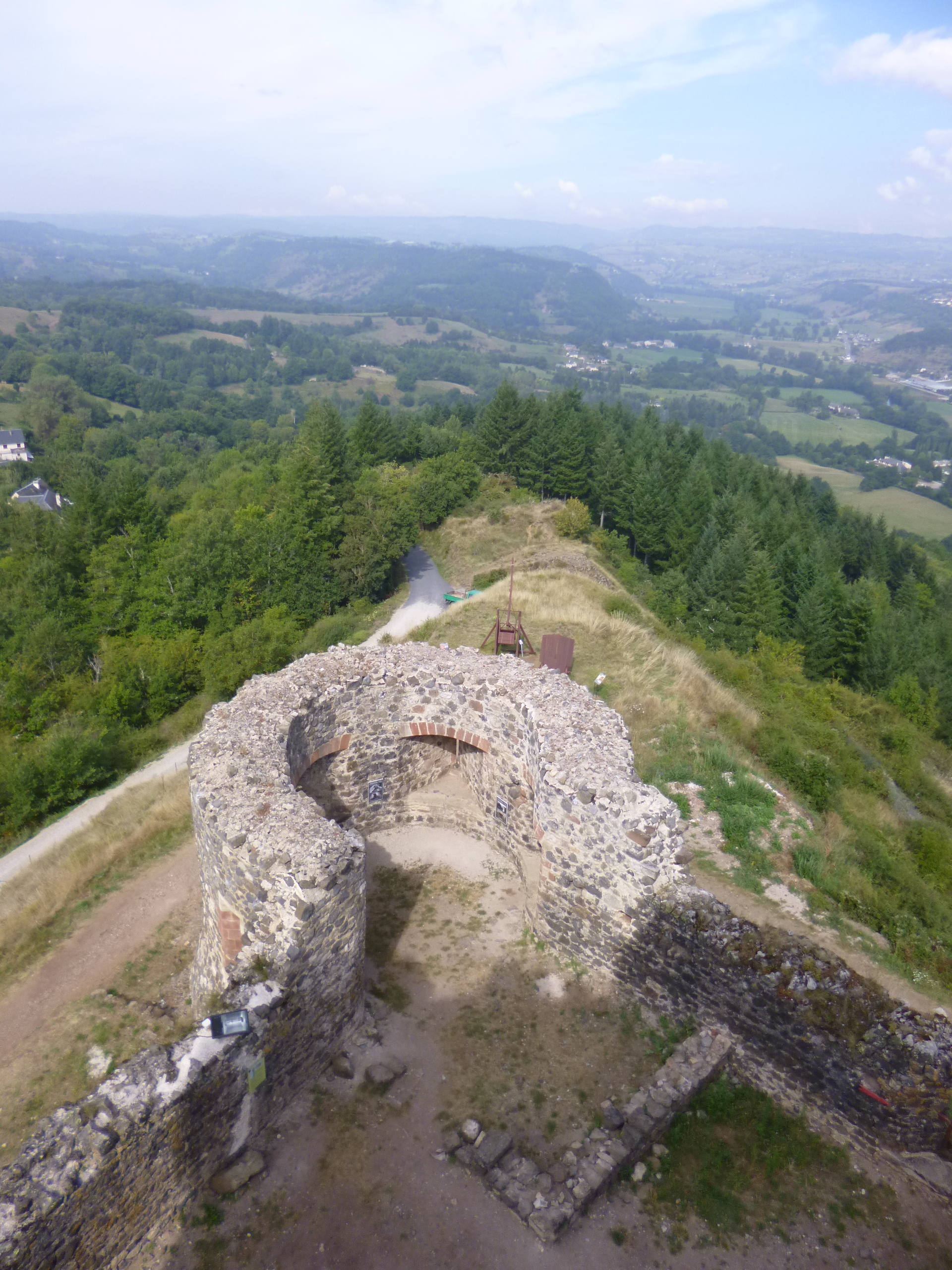
Une tour « ouverte à la gorge ».
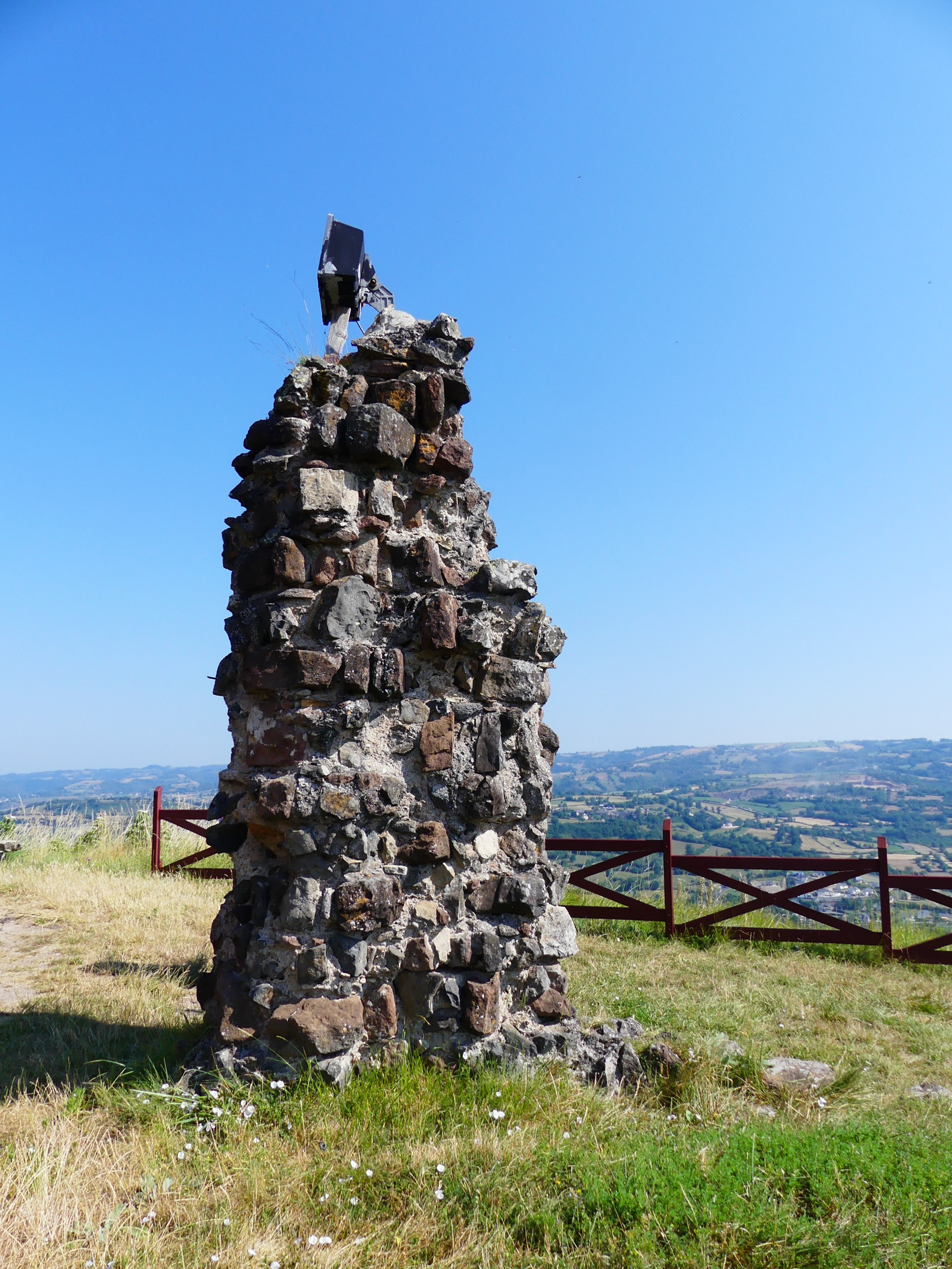
Le seul vestige de la chapelle.

## Tourisme
Le château de Calmont d'Olt est géré par une association loi de 1901. Celle-ci fait partie de l'union REMPART et de la Route des Seigneurs du Rouergue qui regroupe 24 châteaux et a obtenu en 1997 le Trophée du Tourisme culturel en Midi-Pyrénées.
La mise en valeur du site se fait autour du thème de la poliorcétique et de la vie quotidienne au Moyen Âge. Des machines de guerre ont été reconstituées grandeur nature. Les spectateurs peuvent assister à des tirs d'engins de jet, des tournois d'archerie, des visites guidées et autres animations médiévales.
- couillard du XVe siècle ;
- pierrière de Petrus de Eboli du XIIe siècle ;
- pierrière du siège de Toulouse du XIIIe siècle.

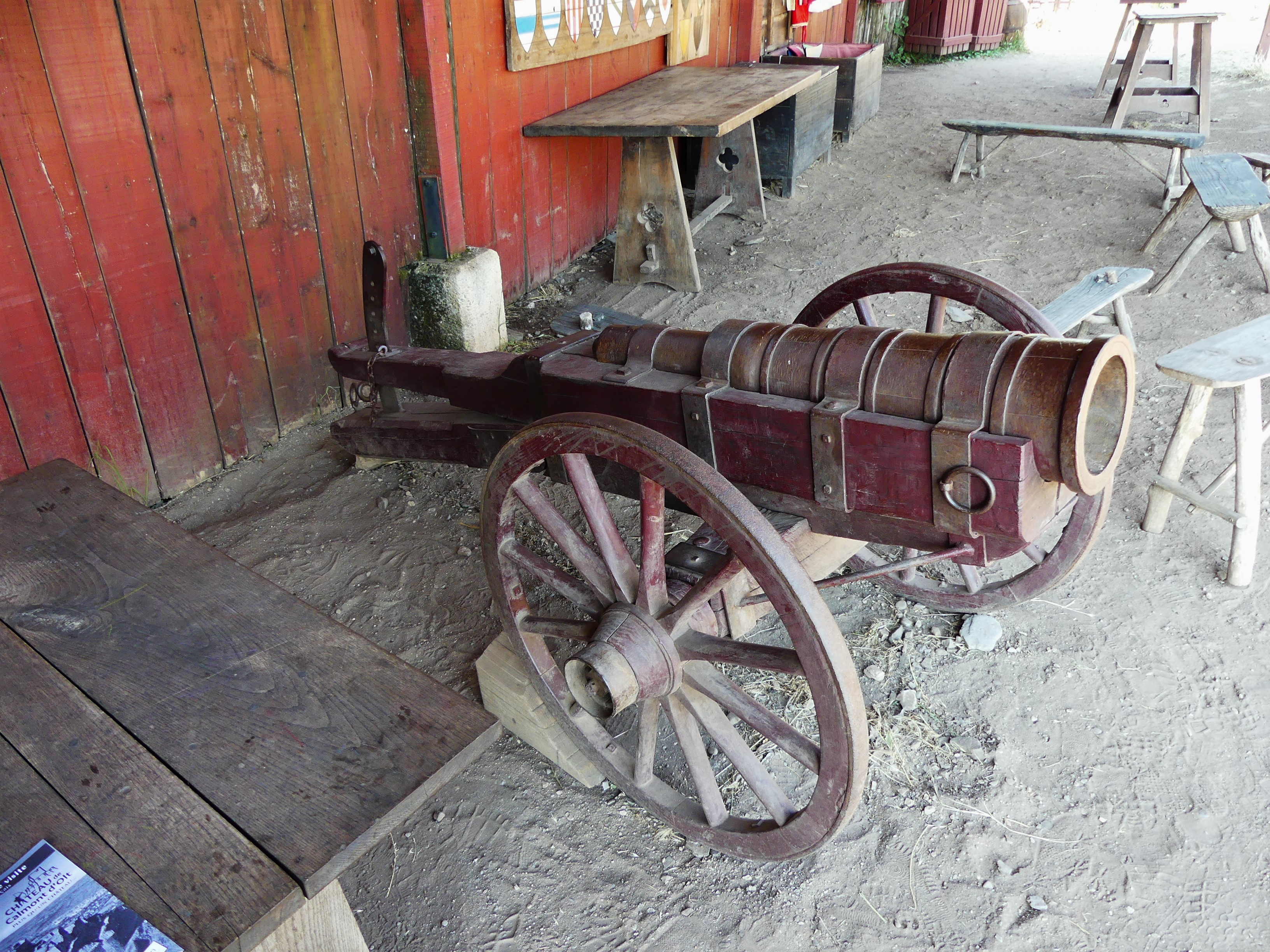
Bombarde.
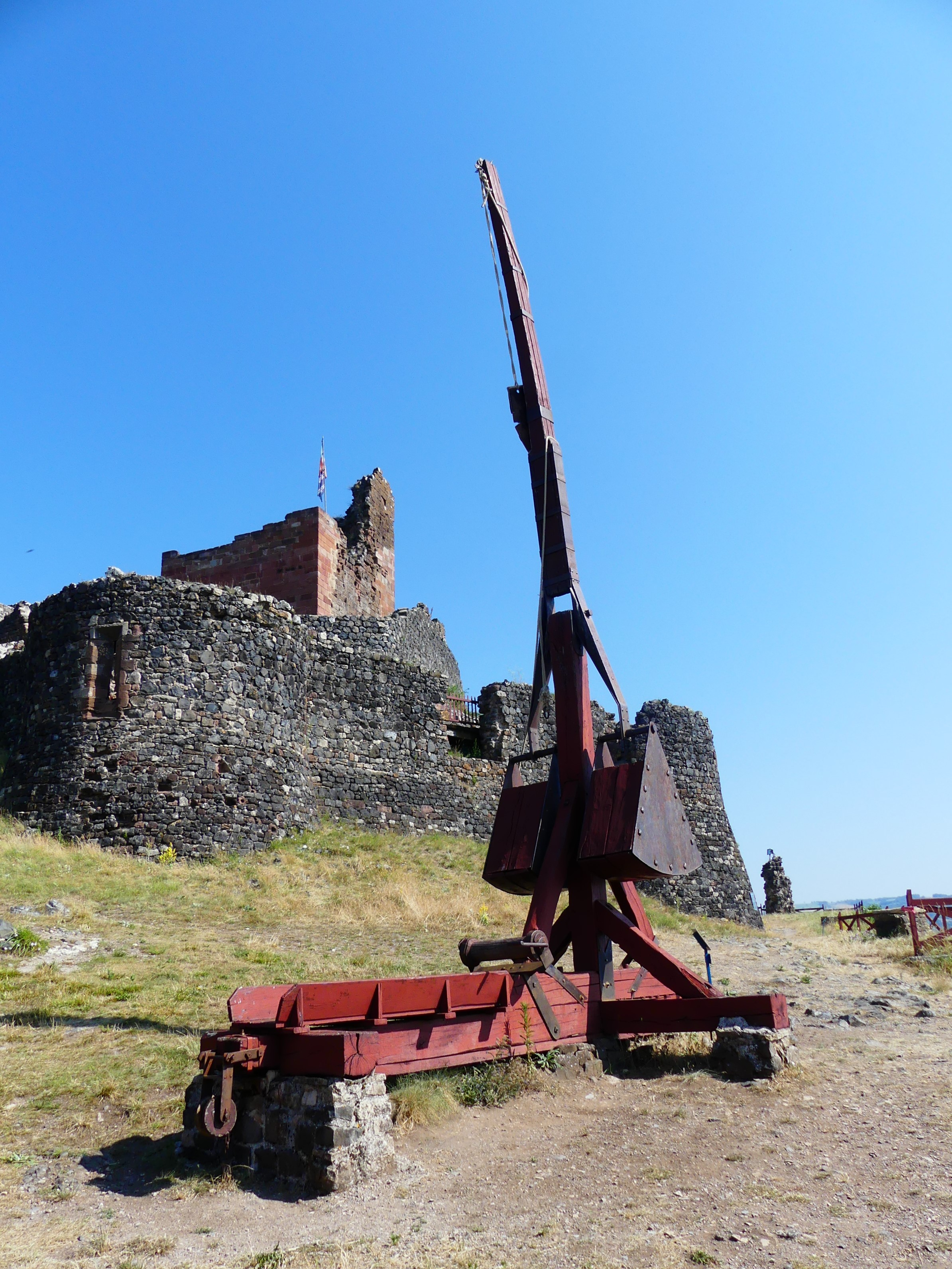
Couillard.
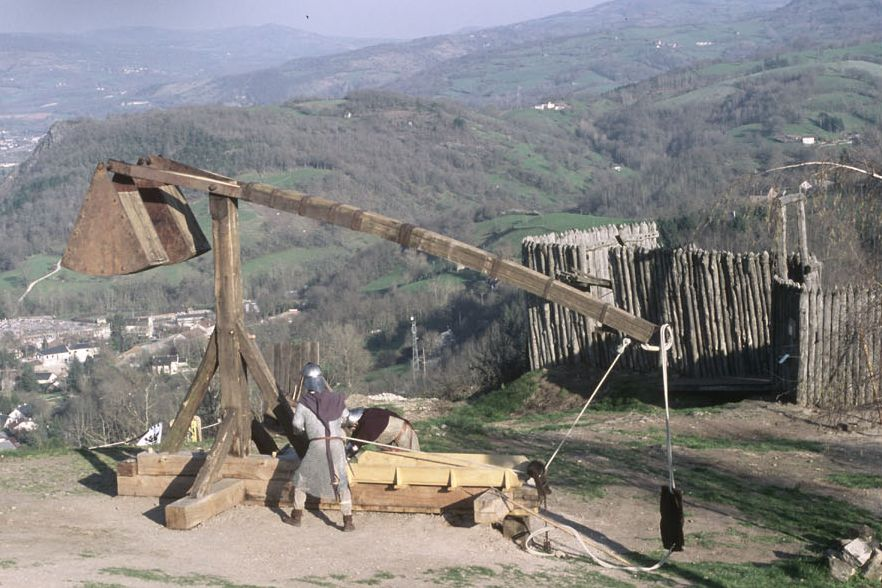
Couillard prêt à tirer.
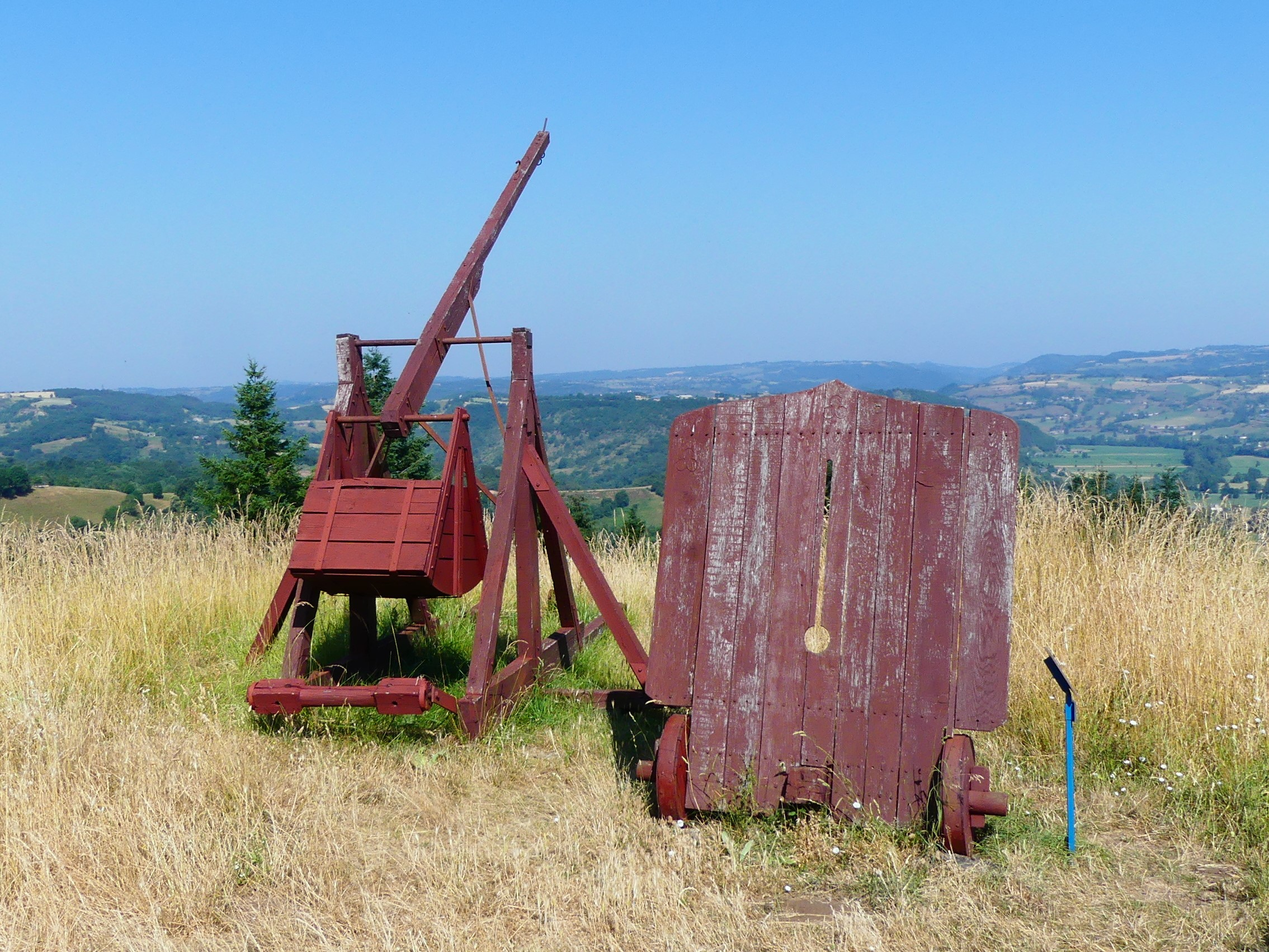
Trébuchet et mantelet.
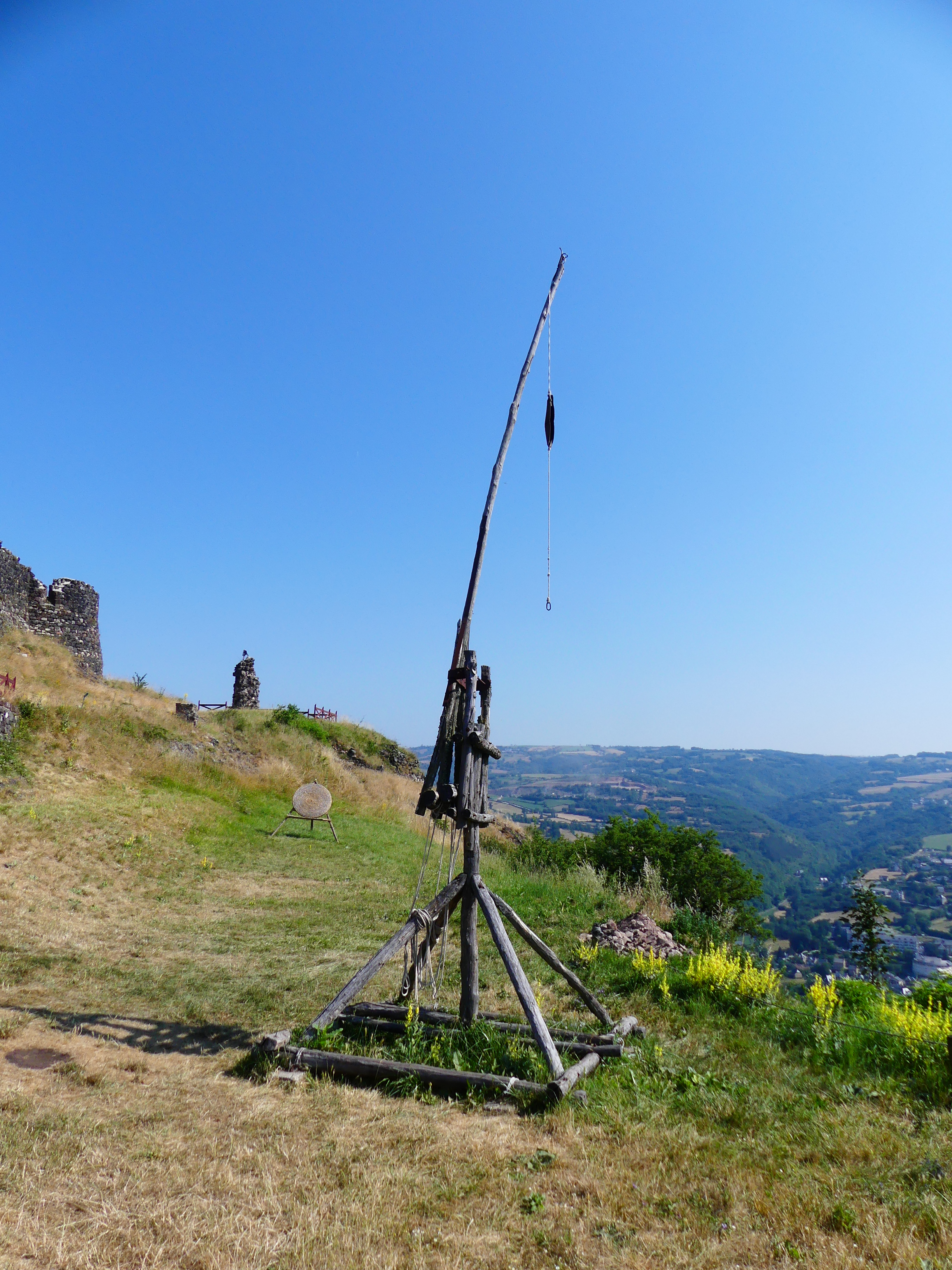
Pierrière.
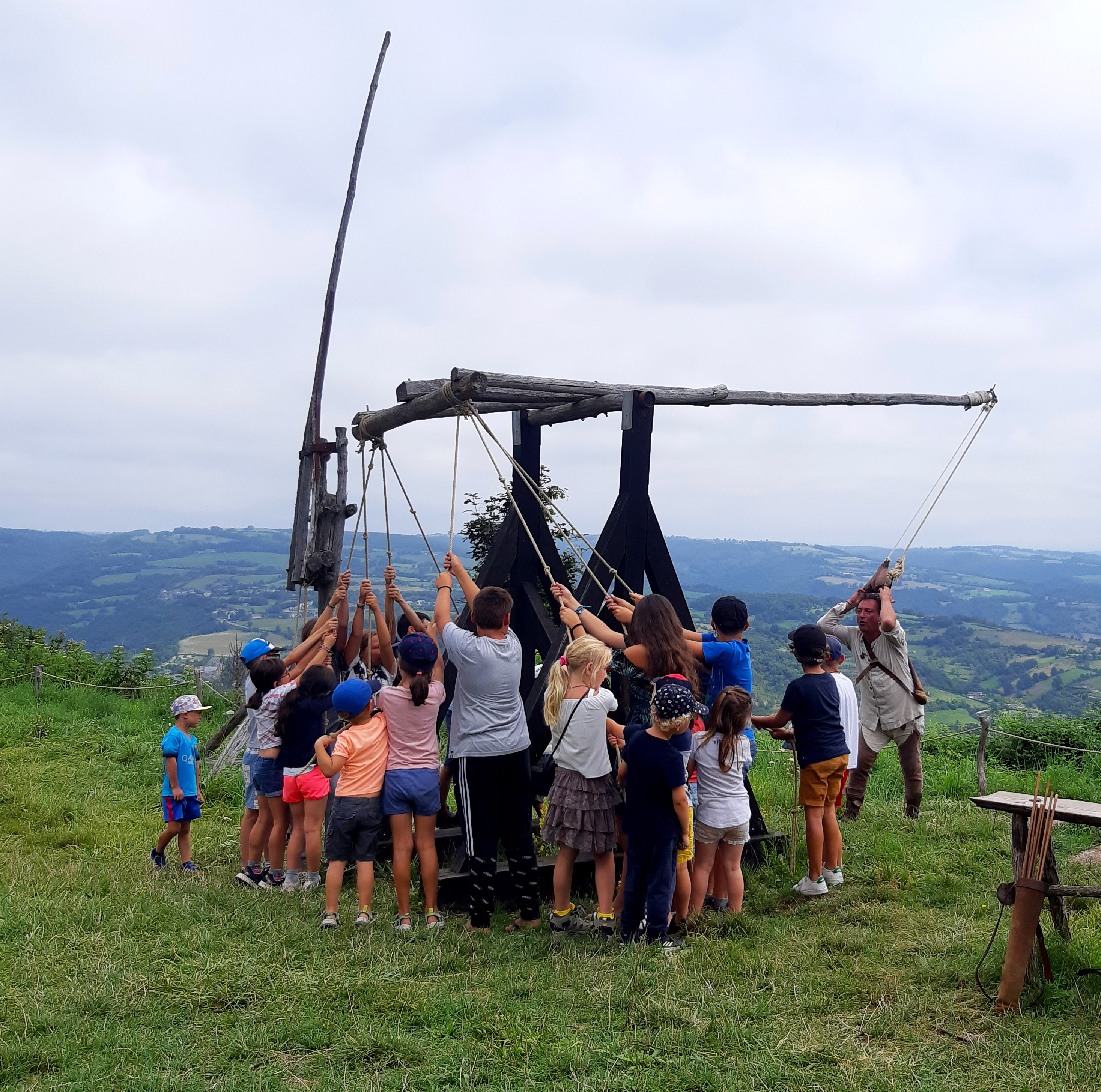
Un tir de pierrière avec les enfants.

## Sources
- Cet article est partiellement ou en totalité issu de l'article intitulé « Chapelle de Calmont-d'Olt » (voir la liste des auteurs).